# Силна година
„Силна година“ (на английски: The Big Year) е американски комедиен филм от 2011 г. на режисьора Дейвид Франкел, по сценарий на Хауърд Франклин, и участват Джак Блек, Оуен Уилсън и Стийв Мартин. Той е базиран на книгата The Big Year: A Tale of Man, Nature and Fowl Obsession, написана от Марк Обмасчик от 2004 г. Снимките се провеждаха от май до юли 2010 г. Премиерата на филма се състои на 14 октомври 2011 г. в Съединените щати и 2 декември 2011 г. във Великобритания.